# Confronto Indonésia-Malásia
O confronto da Indonésia-Malásia (em indonésio e malaio: Konfrontasi) foi uma guerra não declarada sobre o futuro da ilha de Bornéu, entre a Malásia e a Indonésia com o apoio britânico entre 1962 e 1966. A origem do conflito está na tentativa da Indonésia para desestabilizar a nova Federação da Malásia, que surgiu em 1963. A Malásia ganhou independência da Grã-Bretanha em 1957 e seu líder, Tunku Abdul Rahman, foi a força motriz por trás da federação de Estados da Malásia, Sabah, Sarawak, Brunei, Singapura na Federação da Malásia.
Tratou-se da oposição política e armada da Indonésia para a criação da Malásia. No entanto, Sabah e Sarawak eram etnicamente, religiosamente e politicamente diversificadas e havia alguma oposição local de ingressar na Malásia que a Indonésia tentou explorar, com muito pouco sucesso. O terreno em Bornéu era desafiador e havia muito poucas estradas, ambos os lados contaram com operações de infantaria leve e transportes aéreos, embora os rios também fossem utilizados. Não havia quase nenhum recurso de poder aéreo ofensivo.
Ataques iniciais da Indonésia na Malásia Oriental dependiam muito de voluntários locais treinados pelo Exército indonésio. As principais forças militares de apoio à Malásia eram britânicas e, inicialmente, suas atividades foram fundamentamente baixas. No entanto, os britânicos reagiram ao aumento da atividade da Indonésia, expandindo as suas próprias. Isto incluiu, a partir de 1965, as operações encobertas em Kalimantan indonésia sob o nome de código Operação Claret. Em 1965, houve várias operações da Indonésia na Malásia Ocidental, embora sem sucesso militar. Em agosto de 1966, após a ascensão do presidente indonésio Suharto ao poder, um acordo de paz, finalmente, entrou em vigor e a Indonésia aceitou a existência da Malásia.